# 13,5 cm K 09
El 13,5 cm Kanone 09 (También conocido como 13,5 cm K 09) fue un cañón de campo pesado de retrocarga utilizado por el Imperio alemán en la Primera Guerra Mundial. Construido por Friedrich Krupp AG en la ciudad de Essen, Alemania, esta arma tenía como misión el suplementar la artillería de 10 cm K 04. Solo cuatro unidades de las 16 construidas estuvieron en servicio al momento de la guerra. Fue retirado del servicio activo en 1915 cuando se dieron cuenta de que las proporciones del arma no ameritaban el cartucho pequeño que disparaba, pero fue puesto en servicio nuevamente más avanzada la guerra cuando los bloqueos aliados comenzaron a afectar la producción de municiones por parte de Alemania.

## Trofeos de guerra
Uno de estos cañones fue capturado durante la Batalla del Canal du Nord, el 29 de septiembre de 1918, por la División neozelandesa. Dos batallones del regimiento de Wellington estuvieron involucrados en este suceso, el cual fue parte de una ofensiva aliada en la Línea Hindenburg. Al final de la guerra, la artillería capturada (Marcada como "Nr 4") y más equipamiento capturado alemán fueron enviados a Nueva Zelanda como trofeos de guerra. En 1920, "Nr 4" fue donada a la ciudad de Wellington en honor a sus soldados. Se cree que esta pieza es una de las pocas en existencia y actualmente se encuentra en exhibición en el Jardín Botánico de Wellington. 
En 1921 Guernsey recibió su parte de los trofeos de guerra, cuatro piezas de artillería K 09 Kanon. En exhibición cerca de Torre Victoria en Guernsey, Saint Peter Port hasta el año 1938 donde dos cañones fueron deshuesados debido a su mal estado por las inclemencias del tiempo. Los dos cañones restantes fueron enterrados con apuro justo antes de la ocupación de la isla por parte de tropas alemanas en 1940. Después de ser enterradas, pasaron al olvido hasta que en 1978 fueron excavadas y hoy en día nuevamente se encuentran en exhibición en Torre Victoria.